# Buddleja megalocephala
Buddleja megalocephala  es una especie de planta en la familia Loganiaceae. Es endémica de Guatemala donde se distribuye únicamente en los departamentos de Chimaltenango, Quetzaltenango, Totonicapán, Huehuetenango, y San Marcos. Es un árbol que puede alcanzar una altura de 12 m y que crece en altitudes de 2400 a 4000 m s. n. m. Crece en bosques altos en asociación con Pinus, Abies, Cupressus y Juniperus.

## Taxonomía
Buddleja megalocephala fue descrita por John Donnell Smith y publicado en Botanical Gazette 23(1): 10. 1897.
Etimología
Buddleja: nombre genérico otorgado en honor de Adam Buddle, botánico y rector en Essex, Inglaterra.
megalocephala: epíteto latíno que significa "con una gran cabeza".